# Giá – lương – tiền (Việt Nam)

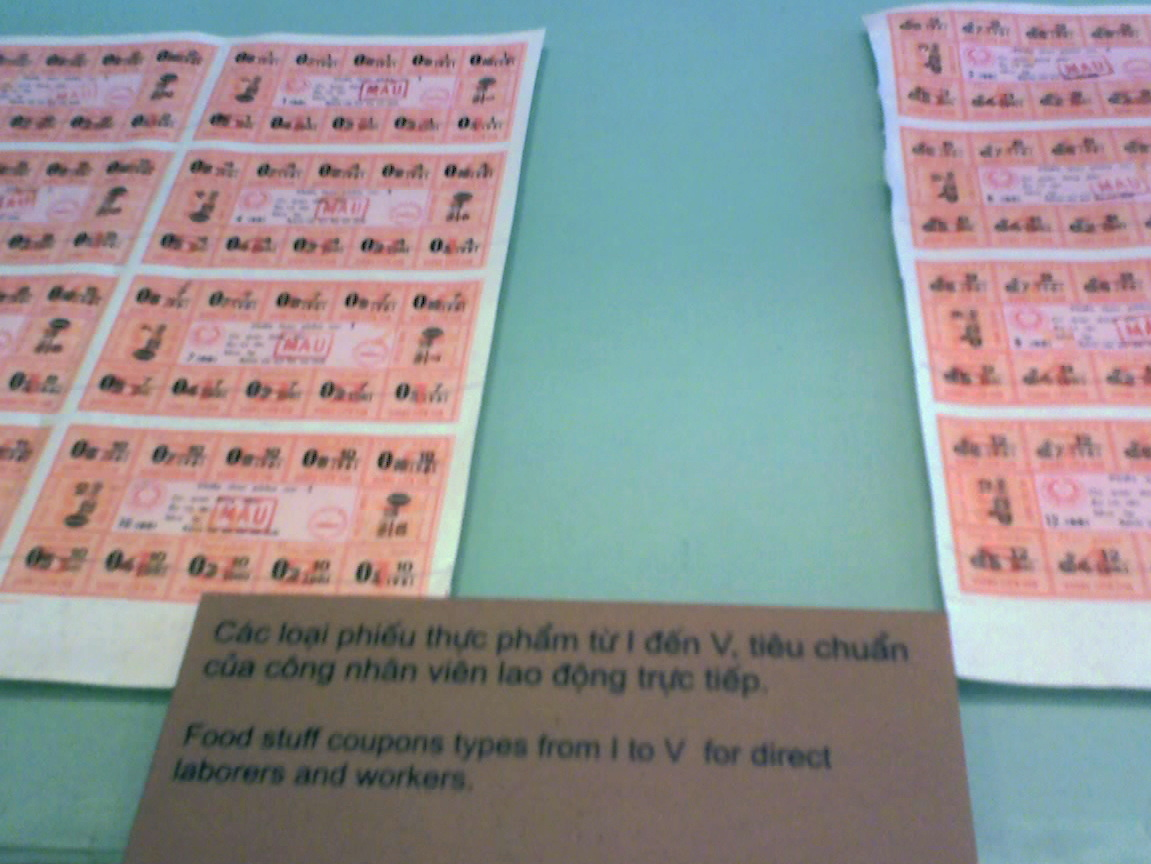
Tem phiếu dùng để kiểm soát việc phân phối hàng hóa thời bao cấp

Giá – lương – tiền hay cải cách giá – lương – tiền hoặc tổng điều chỉnh giá – lương – tiền là cuộc cải cách kinh tế tại Việt Nam vào năm 1985 nhằm xóa bỏ cơ chế tập trung quan liêu – bao cấp, chuyển hẳn nền kinh tế sang hạch toán, kinh doanh xã hội chủ nghĩa, được thực hiện theo Nghị quyết Trung ương 8 khóa V, Đảng Cộng sản Việt Nam. Do thiếu các biện pháp đồng bộ nên khi áp dụng thì cuộc cải cách này đã khiến nền kinh tế Việt Nam lâm vào hỗn loạn, nhưng nó cũng đã tạo tiền đề cho việc chấm dứt cơ chế kinh tế bao cấp để chuyển sang chính sách Đổi Mới

## Bối cảnh
Tại Đại hội Đại biểu Toàn quốc lần thứ IV diễn ra từ ngày 4 đến ngày 20 tháng 12 năm 1976, Đảng Lao động Việt Nam quyết nghị đổi tên Đảng thành Đảng Cộng sản Việt Nam, đổi tên nước thành Cộng hòa Xã hội chủ nghĩa Việt Nam, áp dụng mô hình kinh tế của Miền Bắc từ trước khi thống nhất cho cả nước và tiến hành kế hoạch 5 năm 1976–1980. Mô hình kinh tế được lựa chọn đã bộc lộ những khuyết điểm ngay khi còn đang áp dụng ở miền Bắc, khi áp dụng ở miền Nam lại càng cho thấy không phù hợp, gây ra rất nhiều khó khăn cho các đơn vị và nhân dân. 
Trước thực tiễn đó, những sự thay đổi tư duy quản lý kinh tế đã hình thành, kể cả ở cấp đầu não chính trị, cấp địa phương, lẫn ở các đơn vị kinh tế. Thời kỳ 1979–1982 là thời kỳ có những chuyển biến trong tư duy về kế hoạch hóa kinh tế, về chính sách giá thu mua nông sản, về khoán sản xuất. Kết quả là kinh tế Việt Nam thời kỳ này có những khởi sắc. Tuy nhiên, cũng có những hậu quả tiêu cực như tình trạng tranh mua, tranh bán đẩy giá lên cao, tình trạng kế hoạch tập trung của nhà nước bị các đơn vị kinh tế không chấp hành do mải chạy theo kế hoạch 2 (kế hoạch liên doanh liên kết) và kế hoạch 3 (kế hoạch làm ăn kiểu thị trường). Những mặt tiêu cực này đã khiến hình thành chủ trương xét lại chính sách này, thể hiện rõ qua Đại hội Đại biểu Toàn quốc lần thứ V vào tháng 3 năm 1982, hội nghị lần thứ 1 (tháng 9 năm 1982), thứ 3 (tháng 12 năm 1982), thứ 4 (tháng 6 năm 1983) và thứ 5 (tháng 12 năm 1983) của Ban chấp hành Trung ương Đảng khóa V, chiến dịch Z-30, v.v... Giữa lúc chủ trương uốn nắn lại được đẩy mạnh thì Chủ tịch Hội đồng Nhà nước Trường Chinh trước vốn là được xem là người bảo thủ đã có những thay đổi lớn về tư duy, đặc biệt là sau khi nghiên cứu những kết quả của các cải cách thời kỳ 1979–1982 và đi thực tiễn địa phương ở nhiều nơi. Ông đã nêu ra ý kiến cần đổi mới và phải đổi mới triệt để tại các hội nghị trung ương lần thứ 6, và 7 . Đến hội nghị trung ương 8 (tháng 6/1985), Ban chấp hành trung ương đã quyết nghị tiến hành một cuộc cải cách lớn về "giá – lương – tiền", do Chủ nhiệm Văn phòng Hội đồng Bộ trưởng Đoàn Trọng Truyến, Phó chủ tịch Hội đồng Bộ trưởng Trần Phương, Phó chủ tịch Hội đồng Bộ trưởng Trần Quỳnh chỉ đạo, với nội dung chính như sau:
- Tính đủ chi phí hợp lý vào sản xuất
- Thực hiện cơ chế một giá trong toàn bộ hệ thống giá cả
- Đảm bảo tiền lương thực tế, thực sự đảm bảo cho người ăn lương sống chủ yếu bằng tiền lương, tái sản xuất được sức lao động.
- Xác lập quyền tự chủ về tài chính của các ngành và các cơ sở kinh tế.[5][6]

## Mục tiêu cải cách
Để triển khai thực hiện nghị quyết của hội nghị trung ương 8 của Đảng, Nhà nước Việt Nam thành lập Ban chỉ đạo chiến dịch cải cách giá – lương – tiền do Phó Chủ tịch Hội đồng Bộ trưởng phụ trách phân phối lưu thông Trần Phương đứng đầu. Ban chỉ đạo có nhiệm vụ vừa thiết kế vừa triển khai chiến dịch. Tháng 8 năm 1985, phương án cải cách được đưa ra như sau:
- Về giá, phải tính toán đầy đủ giá các mặt hàng Nhà nước cung cấp và giá các mặt hàng Nhà nước mua của nông dân, thợ thủ công theo giá sát với chi phí sản xuất. Để tiện cho tính toán, các mức giá trên được quy ra thóc. Còn giá thóc được xác định bình quân là 25 đồng/kg, dựa trên tính toán thực tế của các chuyên gia. Các địa phương khác nhau thì mức giá thóc quy đổi này có thể cao hoặc thấp hơn. Nhà nước ban hành mức giá mới của một số vật tư, như xăng, dầu, xi măng, sắt, theo đó giá sắt 6 tăng 11,5 lần so với mức giá cũ, giá xi măng tăng 12,5 lần.
- Về lương, Ban chỉ đạo đề nghị tăng lương thêm 20%.
- Về tiền, để đáp ứng giá mới và lương mới, phải in thêm tiền, để tổng lượng tiền trong lưu thông là 120 tỷ đồng. Nhưng thời điểm đó, Việt Nam không tự in được tiền mà phải nhờ nước ngoài in. In nhiều tiền sẽ tốn thời gian. Vì lẽ đó, để in ít tiền mà vẫn có sức mua lớn, Ban chỉ đạo đưa ra chủ trương đổi tiền. Một đồng mới sẽ đổi lấy 10 đồng hiện hành. Như vậy 12 tỷ đồng in mới và đem đổi sẽ tương đương 120 tỷ đồng hiện hành.

Mục tiêu của chính sách la từng bước xóa bỏ cơ chế tập trung quan liêu bao cấp trong giá và lương, xây dựng và hoàn chỉnh cơ chế quản lý mới, đưa giá cả các mặt hàng theo sát với chi phí sản xuất, sát với giá thực tế trên thị trường.

## Tiến hành

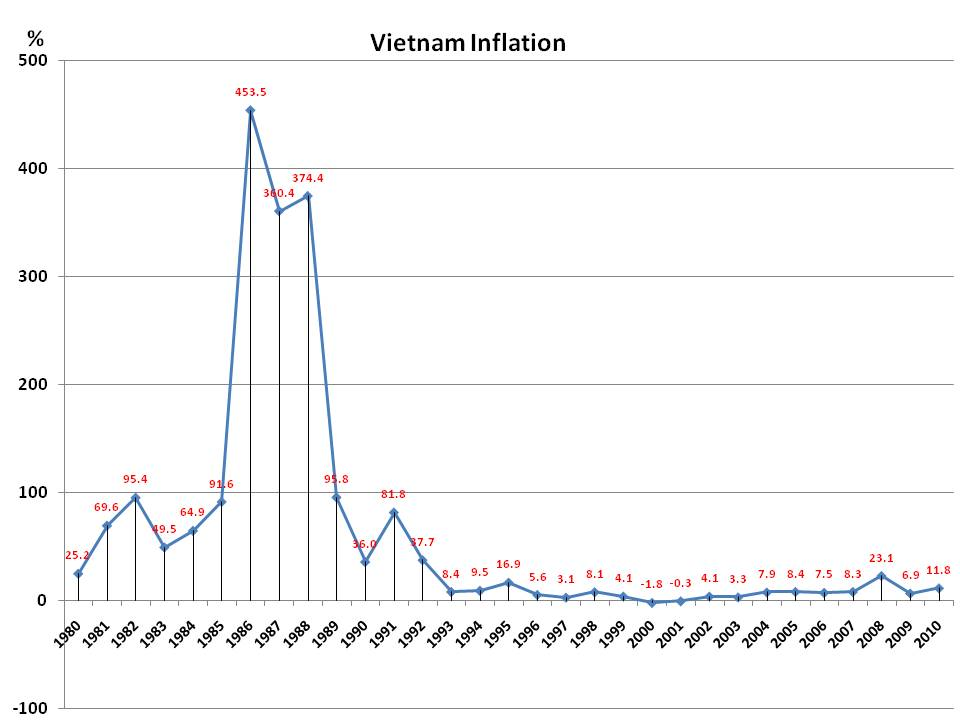
Tỷ lệ lạm phát Việt Nam giai đoạn 1980–2010

Chủ trương cải cách "giá – lương – tiền" được đề ra theo Nghị quyết Trung ương 8, khóa V của Đảng Cộng sản Việt Nam do Trường Chinh chủ trì vào tháng 6 năm 1985 nhằm xóa bỏ tập trung quan liêu bao cấp và chuyển hẳn nền kinh tế sang hạch toán, kinh doanh xã hội chủ nghĩa. Giá – lương – tiền bắt đầu được thi hành từ quyết định của Hội đồng Bộ trưởng do Phó Chủ tịch Hội đồng Bộ trưởng Tố Hữu ký tháng 9 năm 1985, để củng cố mãi lực của đơn vị tiền tệ Việt Nam. Đây cũng là động lực đưa tới vụ đổi tiền năm 1985 với hối suất 1 đồng mới ăn 1 đồng, 2 đồng, 6, đồng, 9 đồng hoặc 10 đồng cũ tùy theo thời gian ký thác tiền trong trương mục tiết kiệm. Chủ ý việc đổi tiền là để giảm lượng tiền lưu hành và như thế làm tăng giá trị của tiền, nhưng thực tế là nó lại gây ra lạm phát sau đó. Nhà chức trách đã suy luận sai lầm rằng bằng cách đổi tiền với hối xuất trên, giá trị của đồng tiền sẽ tăng gấp 10 lần.
Mỗi gia đình chỉ được phép đổi lấy 2000 đồng tiền mới. Số tiền vượt con số quy định thì phải nộp vào trương mục ngân hàng đợi nhà chức trách xét sau. Quyết định này đã gây ra cảnh khan hiếm tiền, khi nhiều người có nhu cầu đổi nhiều tiền hơn mức ấn định. Có những vụ cơ quan phải trả lương bằng chính loại hàng sản xuất vì không có tiền trả cho nhân công, như người làm mũ thì được phát mũ thay tiền lương. Để trả lương, nhà nước lại phải in thêm tiền với khối lượng 1,38 lần so với trước nên hậu quả là vật giá lại tăng mạnh. Sang năm 1986, mức lạm phát đã lên đến 774,7%. làm nền kinh tế rối loạn. Riêng các nông sản, so sánh vật giá năm 1986 với năm 1976 thì tăng 2000%.
Những năm kế tiếp lạm phát tiếp tục trên 100%. Đến năm 1989 mới xuống dưới 100%.
| Năm  | Lạm phát  |
| ---- | --------- |
| 1986 | 774%      |
| 1987 | 323,1%    |
| 1988 | 393%      |
| 1989 | 34.7%[17] |
Để cung ứng nhu yếu phẩm với giá thấp hơn, nhà nước phải mở rộng chương trình tem phiếu nhưng vẫn không đủ nên phải hạn chế theo từng ngạch của đối tượng (công nhân hay học sinh, công chức hay bộ đội, v.v.). Mỗi hạng được phép mua sáu loại hàng với một số lượng ở giá nhất định gồm có gạo, thịt lợn, nước mắm, đường, chất đốt (than, củi, dầu) và xà phòng giặt.
Áp dụng quy chế này cũng buộc nhà nước thu mua hàng hóa từ nhà sản xuất ở giá thật thấp, gây bất mãn khiến người sản xuất muốn bán giá cao hơn phải bán bán ra chợ đen, làm thất thoát thêm số lượng hàng ít ỏi. Nhà nông theo quy định chỉ được giữ 60% sản lượng còn 40% phải bán cho nhà nước với giá rẻ theo dạng "thu mua". Vì nhà nước mua ở giá quá rẻ, có khi là dưới giá thành nên dân gian có câu là "mua như cướp". Ngay cả những nông phẩm căn bản là gạo cũng thiếu hụt trầm trọng khiến dân chúng phải ăn độn bằng những thực phẩm trước kia chỉ dùng nuôi gia súc.
Chính sách Giá – lương – tiền lúc bấy giờ chú trọng đến việc tăng sức mua của đồng tiền nhưng lại tạo ra lạm phát vì vật giá tăng là do thiếu hàng hóa và năng lực sản xuất thấp không đáp ứng nổi việc tăng lương. Mặt khác giá – lương – tiền cố ấn định giá cả và hạn chế tốc độ tăng lương nhưng cả ba khía cạnh đều thất bại, không khắc phục được lạm phát.

## Rắc rối
Nhà lịch sử kinh tế Đặng Phong cho rằng Cải cách giá – lương – tiền đã bị vỡ trận do nhiều nguyên nhân. Thứ nhất, các đơn vị kinh tế quốc doanh phản đối mức giá vật tư mới, cho rằng như thế quá cao và đề nghị giảm đi. Tại hội nghị thông báo mức giá mới, các bộ trưởng đã đề nghị các mức giá vật tư thấp hơn. Chủ tịch Hội đồng bộ trưởng Phạm Văn Đồng chấp thuận rút mức giá mới xuống khoảng 70% so với phương án của Ban chỉ đạo Cải cách. Thứ hai, các bộ và các tỉnh (nhất là các tỉnh phía Nam) cho rằng mức tăng lương 20% là quá ít, một số đề nghị nâng mức tăng lương lên 100%, Chính phủ cũng chấp nhận tăng lương 100%.
Giáo sư Đặng Phong đánh giá cuộc cải cách này thất bại là do thực tiễn kinh tế và đời sống lúc đó chưa chịu đựng nổi những biện pháp của cuộc cải cách. Đó là thực tiễn người dân đã quen với kinh tế bao cấp từ nhiều thập kỷ, không dễ chấp nhận một liều thuốc mới của cơ chế thị trường.

## Kết quả và ý nghĩa
Chi ngân sách Nhà nước cho tiền lương tăng vọt, nhưng thu ngân sách lại không tăng bao nhiêu do giá vật tư không tăng bằng mức Ban Chỉ đạo đề nghị. Để cứu ngân sách, tiền được phát hành hơn rất nhiều so với kế hoạch, tạo ra lạm phát. Những vòng xoáy điều chỉnh giá – lương – tiền càng làm cho lạm phát leo thang nhanh chóng trong năm 1986. Tiền phát hành nhiều mà vẫn không đủ. Lương công nhân tăng lên nhưng không theo kịp đà tăng giá. Vật tư, hàng hóa khan hiếm. Giá bán lương thực dù tăng 10 lần vẫn không đủ bù đắp chi phí. Sản xuất nông nghiệp sa sút, đầu tư trong công nghiệp giảm.
Chỉ số giá bán lẻ của thị trường xã hội năm 1986 tăng 587,2% so với năm 1985. Do đồng tiền mất giá, người ta quay sang lấy vàng làm bản vị, khiến giá vàng tăng vọt, còn nhanh hơn cả tăng giá hàng hóa .
Thường thì trong một nền kinh tế thị trường khi vật giá tăng thì sẽ kích thích sản xuất theo luật cung và cầu. Nhưng vào thập niên 1980 ở Việt Nam vật giá tăng mà biện pháp là kiềm giá bằng cách quy định giá nên hoàn toàn không có hiệu quả mà còn tạo thêm lạm phát.
Tình trạng khan hiếm hàng hóa khiến cuộc sống chật vật không những về số lượng mà cả về phẩm chất của nhiều mặt hàng. Chính phủ cố điều chỉnh tình trạng suy thoái với những biện pháp giảm lượng hàng buôn qua ngả chợ đen thì kết quả việc "ngăn sông cấm chợ" và lùng bắt hàng "lậu", tức là mọi thứ hàng không qua tay nhà nước. Trên đoạn đường chỉ vài cây số nhưng có thể có chục trạm gác kiểm soát hàng hóa.
Tuy kế hoạch cải cách giá – lương – tiền không diễn ra như kế hoạch do sự chắp vá giữa cải cách với mô hình cũ, gây ra những hậu quả nghiêm trọng trong thời gian cuối năm 1985 và năm 1986, song chính điều này đã làm cho các cấp các ngành nhận ra rằng đã cải cách là phải cải cách triệt để. Mô hình cũ phải bị chấm dứt hoàn toàn. Trên cơ sở đó cùng với những biến chuyển chính trị toàn cầu như việc kinh tế Khối Warszawa lâm vào trì trệ, Đại hội Đại biểu Toàn quốc lần thứ sáu của Đảng Cộng sản Việt Nam tháng 12 năm 1986 đã đưa ra những chủ trương cải cách, đổi mới lịch sử .